# Ꟑ
Cette page contient des caractères spéciaux ou non latins. S’ils s’affichent mal (▯, ?, etc.), consultez la page d’aide Unicode.
Le g insulaire fermé ou g à dessus plat, Ꟑ () en majuscule et ꟑ () en minuscule, est une lettre additionnelle de l’alphabet latin utilisée au XIIe siècle en moyen anglais dans l’Ormulum.

## Utilisation

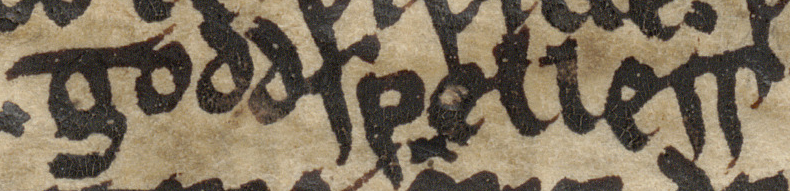
Le mot moyen anglais ꟑoddspelless dans l’Ormulum.
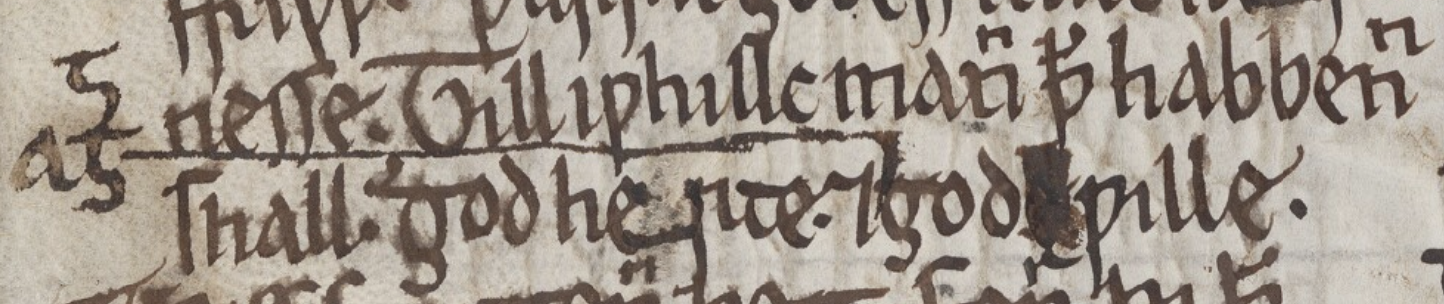
Phrase avec Ꟑod et ꟑode dans l’Ormulum.
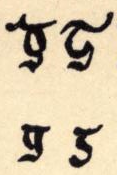
deux ꟑ (à gauche) et deux ᵹ (à droite) dans The Ormulum, with the notes and glossary R.M. White 1878.
Les trois g utilisés dans l’Ormulum, ᵹ, g et ꟑ, dans Napier 1894.

Dans l’Ormulum, le g insulaire ‹ ᵹ › note la spirante palatale [j] ou fricative palatale [ʝ] et le digraphe ‹ ᵹʰ › note sans doute une fricative vélaire [ɣ] ; le g insulaire fermé ‹ ꟑ › semble noter une occlusive vélaire [ɡ] ; et le g carolingien ‹ g › semble noter une occlusive palatale [ɟ].
Il se retrouve simplement comme dans les mots ‹ þinꟑ ›, ‹ Ꟑodd ›, ‹ ꟑast ›, ‹ ꟑætenn ›, ‹ biꟑinnenn › ou géminé comme dans les mots ‹ biꟑꟑenn ›, ‹ eꟑꟑenn ›, ‹ eꟑꟑinnꟑ › , ‹ triꟑꟑ › ou ‹ kaꟑꟑerrleᵹᵹc ›.

Bruce Dickins, dans « A system of transliteration for Old English runic inscriptions » publié dans le journal Leeds Studies in English and Kindred Languages en 1932, décrit la lettre comme « g à dessus plat » et utilise le g macron suscrit ‹ ḡ › pour représenter la lettre d’Orm dans son système de translittération de runes anglo-saxonnes.
R. D. Fulk, dans An Introduction to Middle English: Grammar and Texts publié en 2012, décrit aussi la lettre comme « g à dessus plat » et utilise aussi le g macron suscrit ‹ ḡ › pour représenter le g à dessus plat de l’Ormulum.
Stephen Morrison, dans un article de 1983 publié dans Neuphilologische Mitteilungen décrit la lettre comme un « g barré » et utilise le g macron suscrit ‹ ḡ › dans le texte.
En 1982, M. B. Parkes décrit la lettre à le ductus d’une g insulaire avec un trait ajouté sous le trait de la barre horizontale supérieure. Cependant, John Anderson et Derek Britton notent qu’ayant une panse, cette lettre semble être un g carolingien avec une barre supérieure.
Simon Horobin et Jeremy Smith décrivent la lettre comme un « g avec une ligne suscrite » mais la représente avec une g avec une barre supérieure ‹  ›, un g avec un macron suscrit‹ ḡ › ou un g brève‹ ğ ›.

### Autres

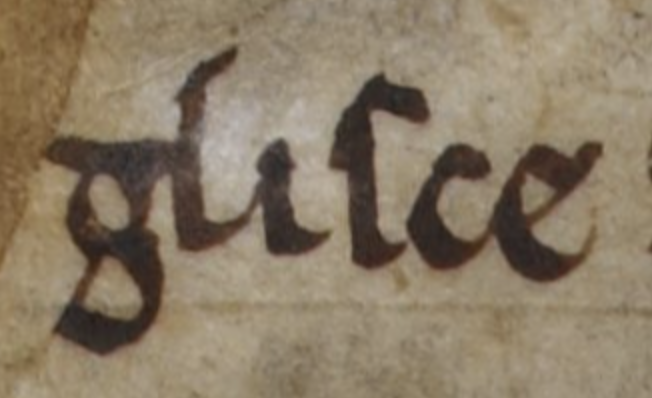
G à dessus plat dans la Chronique anglo-saxonne (Cotton Tiberius B I, f. 164r).

Un g à dessus plat est une des trois formes de g utilisées dans le supplément de la version C (Cotton Tiberius B I) de la Chronique anglo-saxonne mais semble être accidental ou un g carolingien corrigé en g insulaire.
Luned Mair Davies indique qu’un g avec le forme d’un g à dessus plat est utilisé dans l’écriture cursive du xviie siècle dans le manuscrit de Tregaer.

## Représentations informatiques
Le g insulaire fermé peut être représenté avec les caractères Unicode (latin étendu D) suivants :
| formes    | représentations | chaînes de caractères | points de code | descriptions                              |
| --------- | --------------- | --------------------- | -------------- | ----------------------------------------- |
| capitale  | Ꟑ               | Ꟑ                     | U+A7D0         | letter majuscule latine g insulaire fermé |
| minuscule | ꟑ               | ꟑ                     | U+A7D1         | lettre minuscule latine g insulaire fermé |